# Грушовое (Богучарский район)
Грушовое — село в Богучарском районе Воронежской области, относится к Залиманскому сельскому поселению, к Грушовому относится хутор Ольховый .

## География
Село находится близ берега реки Дон, от которого отделено лесом, с северо-востока, как от райцентра — города Богучар, так и административного центра сельского поселения — села Залиман, на высоте 67 м над уровнем моря.

### Улицы
- ул. Кольцевая,
- ул. Красных Партизан,
- ул. Охотничья,
- ул. Подгорная,
- ул. Центральная,
- ул. Школьная.

## Население
| 1859 | 1897  | 2000 | 2005 | 2010 |
| ---- | ----- | ---- | ---- | ---- |
| 832  | ↗1450 | ↘330 | ↘229 | ↘139 |

## История
Возникло в 1-й половине XVIII в. как отселок Богучара на Грушевом Яру (откуда и название).